# 船江 (伊勢市)
船江（ふなえ）は、三重県伊勢市の町名。現行行政地名は船江一丁目から船江四丁目。郵便番号は516-0008。2020年（令和2年）4月30日現在の人口は5,261人。
地域内はほぼ住宅地であるが、元は勢田川舟運を基礎として成立した町であり、明治末期までは問屋街として賑い、かつては伊勢市を代表する大工場であった東洋紡績伊勢工場が立地していた。

## 地理
伊勢市北部、伊勢の中心市街地である山田の北東部に位置する。地域の北部を桧尻川（ひのきじりがわ）が流れ、船江二丁目の東端で勢田川と合流する。桧尻川は別名が多く、北宮川・甫蔵主川・小柳川とも称した。船江一丁目には宮川支流の名残とされる朧ヶ池（おぼろがいけ）がある。全域で住居表示が実施されている。
北は御薗町長屋・御薗町王中島・御薗町新開、東は小木町（こうぎちょう）・田尻町、南は神久（じんきゅう）五丁目・河崎二丁目・河崎一丁目・宮後（みやじり）三丁目、西は一之木五丁目・一之木四丁目と接する。

### 丁目
船江一丁目
船江の南西部。大部分が東洋紡績伊勢工場であったが、再開発により商業施設「ミタス伊勢」と伊勢赤十字病院に変わった。東側と南側に住宅地がある。
船江二丁目
船江の南東部。勢田川沿岸にあり、ほぼ宅地である。
船江三丁目
船江の北東部。住宅地を中心にスーパーマーケットもある。
船江四丁目
船江の北西部。船江では最も新しい住宅地である。
2020年（令和2年）4月30日現在の世帯数と人口は以下の通りである。
| 丁目       | 世帯数    | 人口    |
| ---------- | --------- | ------- |
| 船江一丁目 | 667世帯   | 1,492人 |
| 船江二丁目 | 573世帯   | 1,247人 |
| 船江三丁目 | 501世帯   | 1,096人 |
| 船江四丁目 | 681世帯   | 1,426人 |
| 計         | 2,422世帯 | 5,261人 |

### 小・中学校の学区
市立小・中学校に通う場合、学区は以下の通りとなる。
| 丁目       | 小学校             | 中学校                                  |
| ---------- | ------------------ | --------------------------------------- |
| 船江一丁目 | 伊勢市立有緝小学校 | 伊勢市立倉田山中学校 伊勢市立厚生中学校 |
| 船江二丁目 | 伊勢市立有緝小学校 | 伊勢市立倉田山中学校 伊勢市立厚生中学校 |
| 船江三丁目 | 伊勢市立有緝小学校 | 伊勢市立倉田山中学校 伊勢市立厚生中学校 |
| 船江四丁目 | 伊勢市立有緝小学校 | 伊勢市立倉田山中学校 伊勢市立厚生中学校 |

## 歴史

### 近世まで

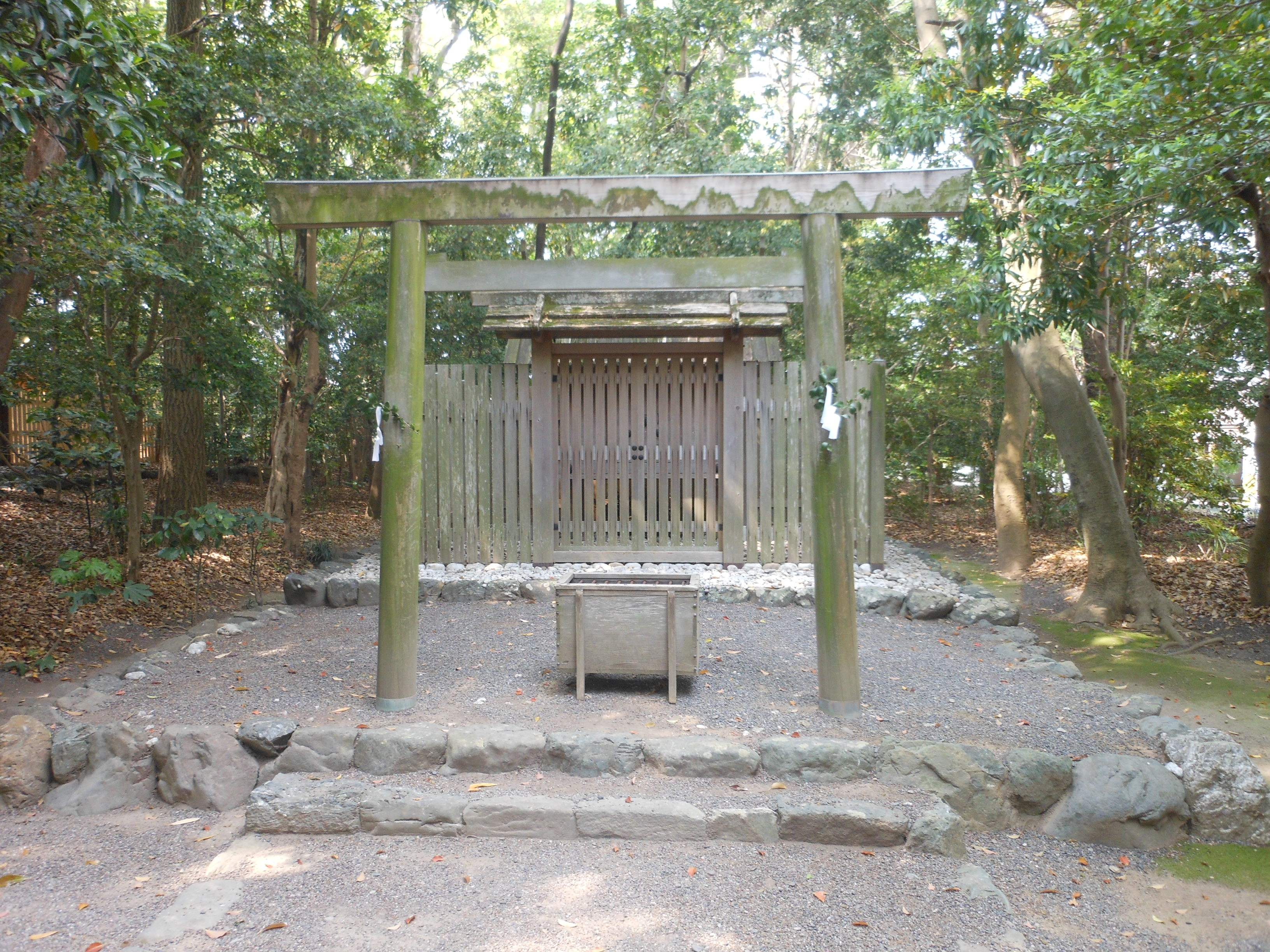
河原淵神社

『光明寺旧記』によれば、船江の古名は「船饗」（ふなあえ）であり、永暦2年2月22日（ユリウス暦：1161年3月20日）の佐伯氏命子畠地売券に「箕曲郷下船饗村」という文字が見える。『吾妻鏡』によると治承5年5月21日（ユリウス暦：1181年7月4日）には山田に侵入した熊野山僧兵と平信兼が船江で戦ったという。『公文抄』では「船江新御園」と記し、皇大神宮（内宮）・豊受大神宮（外宮）双方の支配下にあったとしている。創建年代は不詳であるが、外宮の摂社である河原淵神社が少なくとも古代の船江に鎮座していた。
江戸時代には伊勢国度会郡に属し、船江町または山田船江町と称した。文献によっては「山田枝郷」として、船江村と記している。船江町は南隣の河崎町とともに1郷として山田十二郷に加入し、自治組織「山田三方」の配下に置かれた。船江町と河崎町は山田の外縁部に当たり、御師は居住していなかった。
勢田川沿いに位置したため水運に恵まれ、日用品中心の問屋町として繁栄した。また尾張・三河両国や東国から海路を通って大湊に入港した参宮客はさらに勢田川を遡上し、神社港（かみやしろこう）・二軒茶屋を経て船江や河崎、岡本で上陸した。川に近いため、貞享元年（1684年）には宮川洪水で被災した。火災も多く、江戸時代に3度の大火を経験し、町の大半を焼失する被害に遭っている。元治元年（1864年）、津藩藤堂氏は船江町に練兵場を設け、廃藩置県まで利用された。
文芸、特に俳句が盛んで、元禄元年（1688年）には松尾芭蕉が船江に来遊し、三浦樗良や加賀千代女に影響を与えた中川乙由が船江町で活躍した。

### 近代以降
明治に入ると、船江にあった寺院の多くは瑞泉院を残して廃寺となり、明治末期には陸上交通への転換と水運の衰退により、船江の問屋街は終幕を迎えた。こうした中、1892年（明治27年）7月に桧尻川の両側を埋め立てることを船江町会で決議した。これにより、川幅15間（約27.2m）から40間（約72.7m）と言われ、イナ・ハゼ・ウナギなどの魚に恵まれた地域の大河・桧尻川は、単なる排水路となってしまった。1874年（明治7年）3月7日、船江学校が開校、1883年（明治16年）10月に河崎学校と統合し、有緝（ゆうしゅう）学校の分教場となり、1908年（明治41年）5月20日、船江町に有緝尋常小学校の本校が新築された。これは現在、伊勢市立有緝小学校に改称している。1900年（明治33年）4月、大世古町から三重県第四尋常中学校（後の三重県立宇治山田中学校、現・三重県立宇治山田高等学校）が新築移転した。
1922年（大正11年）7月、船江町の畑作地に、東洋紡績山田工場が進出した。東洋紡績工場と省線山田駅（現・JR伊勢市駅）を連絡する必要性から、1923年（大正12年）3月に新道の建設に着手、翌1924年（大正13年）6月に宇治山田市道「山田駅船江線」（後の三重県道201号宇治山田港伊勢市停車場線、八間道路）として開通した。第二次世界大戦では宇治山田空襲により、町域の大半を焼失した。宇治山田中学校も焼失し、学制改革により宇治山田高等女学校と統合、新制の宇治山田高等学校となり、旧・宇治山田高等女学校の地へ移った。

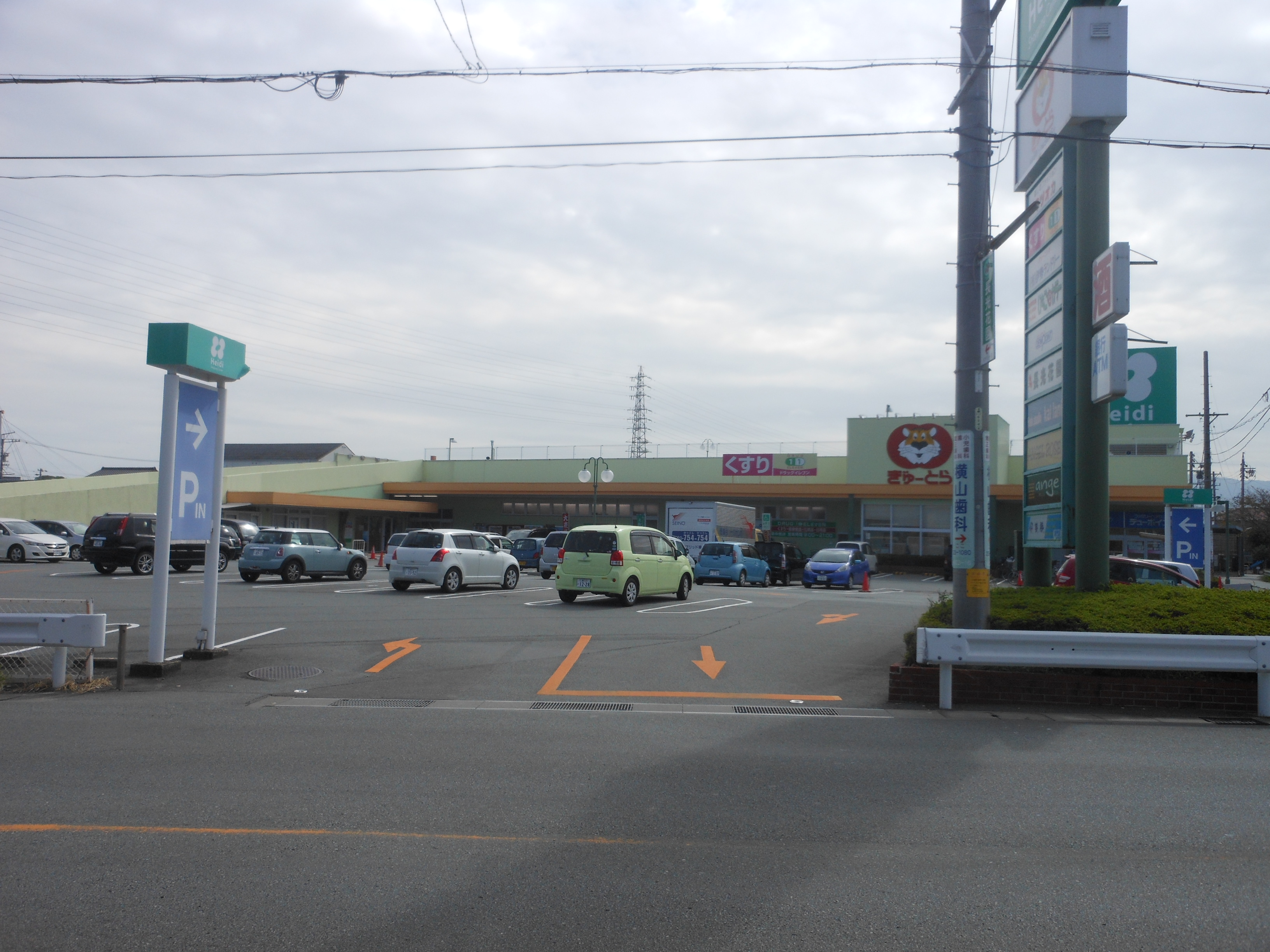
ぎゅーとらハイジー店

1966年（昭和41年）11月、船江町および河崎町・宮後町の全域と神田久志本町・一之木町の一部で住居表示が導入されることとなり、船江に丁目が設定されたほか、一部が船江から分離し、河崎一 - 三丁目、宮後一 - 三丁目、神久五丁目となった。
船江三丁目にある「ぎゅーとらハイジー店」は、ぎゅーとらにとって初の大型店であり、1994年（平成6年）9月に従来店舗の5倍の店舗面積に拡張して新装開店した。

#### 東洋紡工場からミタス伊勢へ
1999年（平成11年）12月、東洋紡績伊勢工場が閉鎖された。東洋紡績はこの時、伊勢市当局に跡地の買い取りを申し入れた。東洋紡績跡地は伊勢市街地に大きな空地を生み出し、伊勢市長選挙で跡地利用が争点の1つともなった。
翌2000年（平成12年）、伊勢商工会議所や民間団体は伊勢市当局に跡地を買い取るよう、請願書の提出や署名運動を行った。これを受け同年9月25日の伊勢市議会は、伊勢市駅前整備や中心市街地活性化のために必要な土地であるとして、請願書の採択を決めた。商工会議所はさらに2001年（平成13年）、3冊の跡地利用構想を5月に市へ提出、6月には伊勢市駅前を「老人天国」とするより踏み込んだ提案を行った。
2001年（平成13年）8月、市は「福祉・健康のまち」として利用する構想を明らかにしたが、あくまで民間に買い取りを求め、市としては民間が購入した場合に限って敷地の一部4haを購入すると公表した。この対応に伊勢商工会議所会頭で伊勢市都市計画審議会会長を務めていた濱田益嗣は憤り、審議会会長を辞任した。

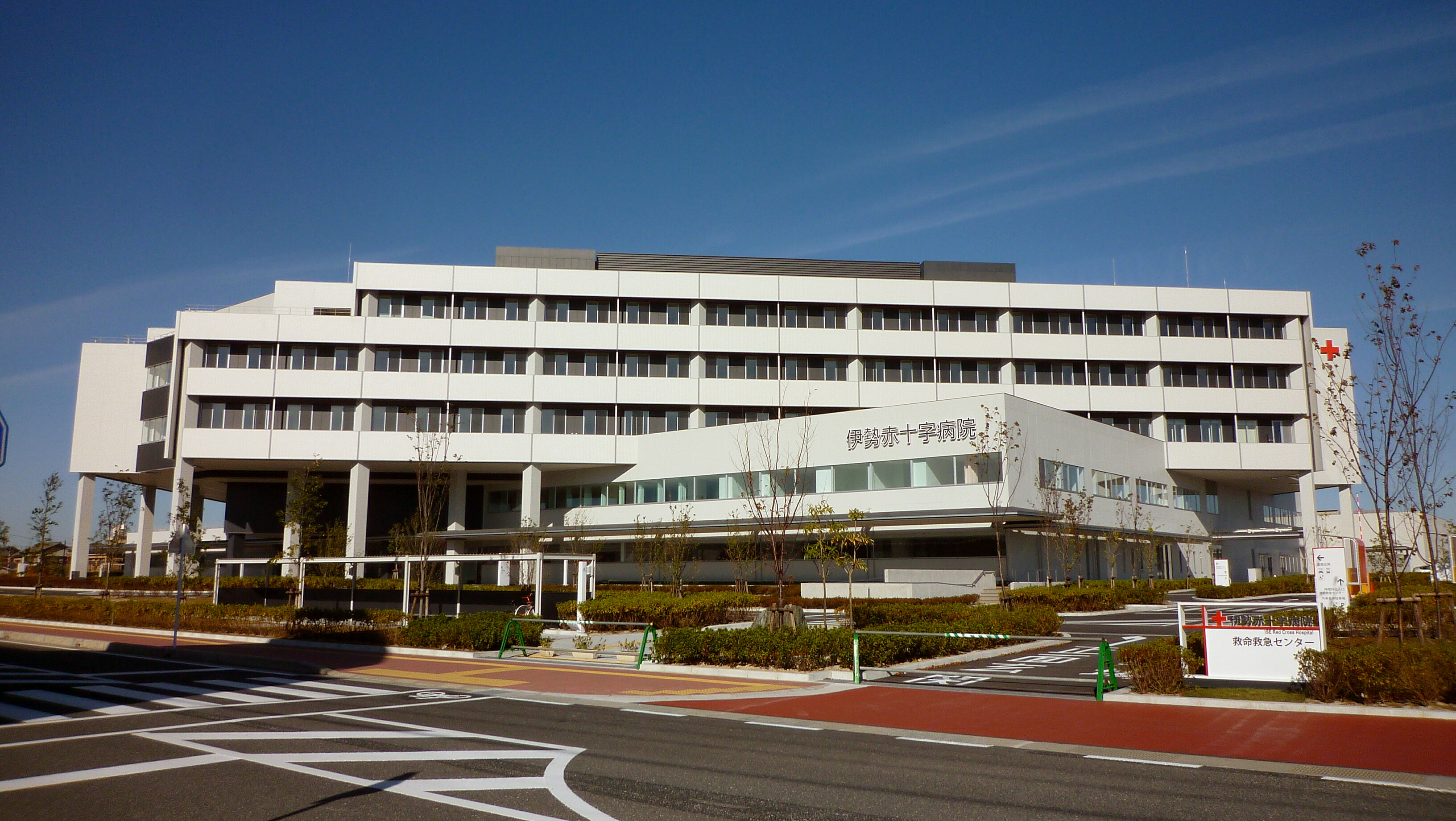
伊勢赤十字病院

2005年（平成17年）、東洋紡績は跡地を不動産会社に売却することを決め、自主的に土壌汚染調査を行った。同年7月5日、名古屋市の建設コンサルタント・株式会社新日は工場跡地開発計画を公表、2008年（平成20年）を目標に「ミタス伊勢」の名称で大規模な商業施設を開業することを示した。ミタス伊勢の北側には山田赤十字病院が移転する予定で、東側は宅地開発する計画であった。
2008年（平成20年）5月1日、東洋紡績跡地にバローを核テナントとするミタス伊勢が開業した。翌2009年（平成21年）6月25日には｢ミタス伊勢まちづくり｣プロジェクト第2弾として「伊勢船江温泉 みたすの湯」が開業、2012年（平成24年）1月4日には山田赤十字病院が移転・改称し、「伊勢赤十字病院」として診療を開始した。

### 沿革
- 1889年（明治22年）4月1日 - 町村制施行により、度会郡宇治山田町船江町となる。
- 1906年（明治39年）9月1日 - 宇治山田町の市制施行により、宇治山田市船江町となる。
- 1955年（昭和30年）1月1日 - 市名改称により、伊勢市船江町となる。
- 1966年（昭和41年）11月1日 - 住居表示実施に伴い、伊勢市船江（一 - 四丁目）となる。

### 町名の由来
『勢陽五鈴遺響』によると、船江の地は南隣の河崎と同じく水涯にあり、船の集まる港（江）であることから名付けられたという。『神都名勝誌』には、船江が宮川支流と勢田川との合流点にあり、船の集まる船饗の地だったことに由来すると書かれている。

### 町名の変遷
| 実施後     | 実施年月日                | 実施前 |
| ---------- | ------------------------- | --- |
| 船江一丁目 | 1966年（昭和41年）11月1日 | 船江町（字 横枕・浜田・釣瓶・狐垣外・甘露地・高木の一部）、宮後町（字 鵜壺田の一部）、一之木町（字 報田・高木の一部）、河崎町（字 横枕の一部） |
| 船江二丁目 | 1966年（昭和41年）11月1日 | 船江町（字 西町・前野・的場の全域、字 浜田・天路・築地・柳原・林・新道の一部）                                                                 |
| 船江三丁目 | 1966年（昭和41年）11月1日 | 船江町（字 藤郷の全域、字 浜田・狐垣外・新道・出口・柳原・檜尻・溝畑の一部）                                                                   |
| 船江四丁目 | 1966年（昭和41年）11月1日 | 船江町（字 象野の全域、字 檜尻・溝畑・高木・甘露地・狐垣外・新道・出口の一部）                                                                 |

### 人口の変遷
1643年以降の人口の推移。なお、1995年以後は国勢調査による推移。
| 1643年（寛永20年） | 1,074人 | [ 12 ]     |  |
| 1965年（昭和40年） | 5,382人 | [ 3 ]      |  |
| 1980年（昭和55年） | 6,803人 | [ 6 ]      |  |
| 1995年（平成7年）  | 6,442人 | [ WEB 9 ]  |  |
| 2000年（平成12年） | 5,976人 | [ WEB 10 ] |  |
| 2005年（平成17年） | 5,770人 | [ WEB 11 ] |  |
| 2010年（平成22年） | 5,627人 | [ WEB 12 ] |  |
| 2015年（平成27年） | 5,318人 | [ WEB 13 ] |  |

- 1670年、1788年、1818年の人口は不明な為、省略。

### 世帯数の変遷
1643年以降の世帯数の推移。なお、1995年以後は国勢調査による推移。
| 1643年（寛永20年） | 230戸     | [ 12 ]     |  |
| 1670年（寛文10年） | 336戸     | [ 37 ]     |  |
| 1788年（天明8年）  | 356戸     | [ 37 ]     |  |
| 1818年（文政元年） | 319戸     | [ 37 ]     |  |
| 1965年（昭和40年） | 1,225世帯 | [ 3 ]      |  |
| 1980年（昭和55年） | 2,111世帯 | [ 6 ]      |  |
| 1995年（平成7年）  | 2,290世帯 | [ WEB 9 ]  |  |
| 2000年（平成12年） | 2,152世帯 | [ WEB 10 ] |  |
| 2005年（平成17年） | 2,255世帯 | [ WEB 11 ] |  |
| 2010年（平成22年） | 2,207世帯 | [ WEB 12 ] |  |
| 2015年（平成27年） | 2,196世帯 | [ WEB 13 ] |  |

## 東洋紡績伊勢工場
東洋紡績伊勢工場（とうようぼうせきいせこうじょう）は、1922年（大正11年）7月に東洋紡績山田工場として、精紡機24,000錘をもって開設された。1926年（大正15年/昭和元年）時点で職員32人、工員3,082人（うち女性2,549人）、その他の従業員167人で、1年の生産額は6,978,040円であった。これは、2番目に大きかった綾部製糸度会工場（二俣町）の6.7倍という圧倒的な生産額である。戦前には精紡機を61,708錘、織機を2,016台、撚糸機3,200台まで増設したが、宇治山田空襲でその大半を失った。ファンケル創業者の池森賢二の父は戦前、東洋紡績山田工場で電気技師として勤務していた。
戦後、工場は復興を果たし、1965年（昭和40年）時点で696人の従業員（うち女性541人）を抱え、ブロードなどシャツやブラウス生地を主力製品としていた。社員向けの教育にも力を入れ、「東紡山田高等実務学校」と「東紡准看護婦養成所」を開設した。工場の敷地面積は15.3haであった。
末期の1993年（平成5年）3月中には、5日間操業休止を行い、従業員に自宅待機が指示された。1996年（平成8年）の末には織布部門の操業を停止し、残った綿紡績部門も1999年（平成11年）7月2日の発表で同年中に閉鎖することになった。工場は1999年（平成11年）に閉鎖された。
その後、2005年（平成17年）に東洋紡と三重県が行った調査で、工場の敷地から使用していないはずの鉛が環境基準値の最大43倍検出されたが、溶出のおそれはなく、周辺への影響はなかった。

## 交通
道路
- 三重県道201号宇治山田港伊勢市停車場線 - 通称「八間道路」。船江の中央部を南北方向に通る[6]。

路線バス
■三重交通船江バス停（伊勢営業所管内）
- 03・04系統 伊勢市駅前
- 03系統 大湊
- 04系統 一色町

■三重交通ミタス伊勢バス停（伊勢営業所・志摩営業所管内）
- 01系統 浦田町
- 01・60・62・70系統 伊勢赤十字病院
- 01・60・62系統 御座港
- 70系統 宿浦

■おかげバス伊勢赤十字病院バス停
- 1系統 御薗ルート 伊勢市役所
- 10系統 東大淀・日赤ルート 伊勢赤十字病院（終点）
- 10系統 東大淀・日赤ルート 大堀川橋

## 施設
| 一丁目 - ミタス伊勢 - 伊勢・船江温泉 みたすの湯 - 伊勢赤十字病院 - 船江会館 - 河原淵神社・船江上社 - 伊勢労働基準監督署 - 中部地方整備局三重工事事務所宮川出張所 - 三十三銀行八間通支店 二丁目 - 伊勢市立有緝小学校 - 学校法人有緝学園有緝幼稚園 - 伊勢市消防団有緝分団 - 有限会社伊勢文化舎本社 - 東邦ガス伊勢サービス・センター | 三丁目 - 社会福祉法人船江保育園 - 瑞泉院 - ぎゅーとらハイジー店 - みえぎょれん販売伊勢工場 四丁目 - 伊勢船江郵便局 - 桧園団地 |

### 寺社

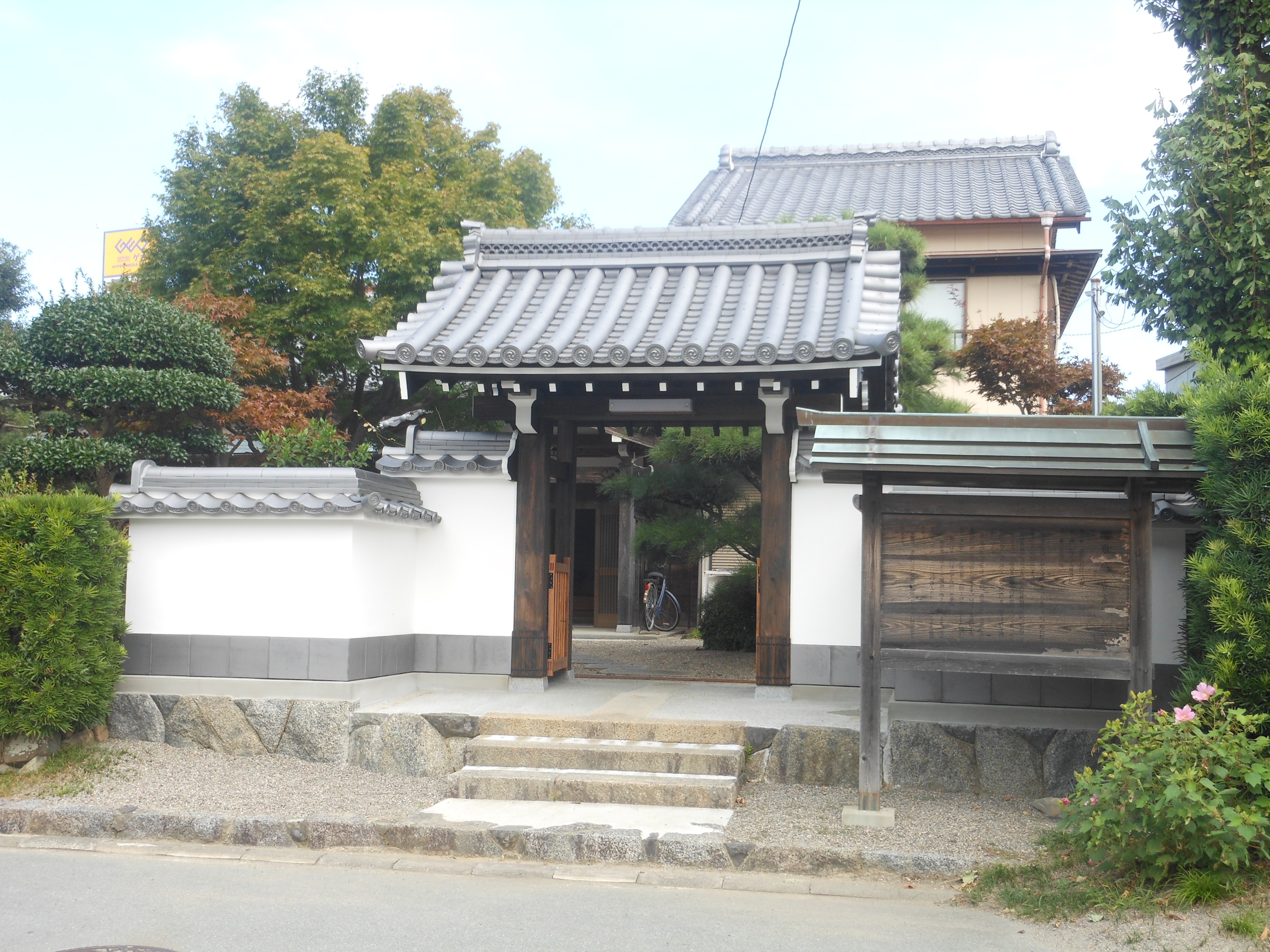
瑞泉院

- 船江上社 - 船江の産土神[46]。境内に外宮摂社の河原淵神社が鎮座する[47]。
- 臨済宗南禅寺派瑞泉院 - 境内に「若葉塚」と呼ばれる松尾芭蕉の句碑がある[WEB 7]。

## 出身者
- 小西甚一 - 国文学者、文化功労者。
- 中川乙由[3] - 俳人。

### WEB
1. ↑  “三重県伊勢市の町丁・字一覧”.   人口統計ラボ. 2019年8月19日閲覧。
2. 1 2 3  “人口統計 - 伊勢市の人口・世帯数”.   伊勢市戸籍住民課. 2020年6月5日閲覧。
3. 1 2  “船江の郵便番号”.  日本郵便. 2019年8月15日閲覧。
4. ↑  “市外局番の一覧”.   総務省. 2019年6月24日閲覧。
5. ↑  商工組合中央金庫"伊勢市駅北再開発プロジェクトに対し、27億円の協調融資団を組成〜岡崎信用金庫、商工中金、三重信用金庫ほか〜"<ウェブ魚拓>平成19年7月19日（2013年9月15日閲覧。）
6. ↑  “通学区域から見る 「伊勢市立小中学校一覧」” (PDF).   伊勢市. 2019年8月19日閲覧。
7. 1 2  三重県環境生活部文化振興課"三重県内の句碑/句碑詳細：伊勢市船江3丁目瑞泉院の松尾芭蕉句碑"<ウェブ魚拓>（2013年9月15日閲覧。）
8. 1 2  伊勢市立有緝小学校"学校沿革史"（2013年9月16日閲覧。）
9. 1 2  “平成7年国勢調査の調査結果(e-Stat) - 男女別人口及び世帯数 －町丁・字等”.   総務省統計局 (2014年3月28日). 2019年8月16日閲覧。
10. 1 2  “平成12年国勢調査の調査結果(e-Stat) - 男女別人口及び世帯数 －町丁・字等”.   総務省統計局 (2014年5月30日). 2019年8月16日閲覧。
11. 1 2  “平成17年国勢調査の調査結果(e-Stat) - 男女別人口及び世帯数 －町丁・字等”.   総務省統計局 (2014年6月27日). 2019年8月16日閲覧。
12. 1 2  “平成22年国勢調査の調査結果(e-Stat) - 男女別人口及び世帯数 －町丁・字等”.   総務省統計局 (2012年1月20日). 2019年8月16日閲覧。
13. 1 2  “平成27年国勢調査の調査結果(e-Stat) - 男女別人口及び世帯数 －町丁・字等”.   総務省統計局 (2017年1月27日). 2019年8月16日閲覧。

### 文献・新聞
1. 1 2  昭和41年10月25日三重県告示第789号「市の区域内における町の区域の変更」
2. ↑  “陸運局の所在地・管轄区域【三重県|三重陸運局】”. くるなび. 2020年6月5日閲覧。
3. 1 2 3 4 5 6 7 8 9 10 11 12 13 14 15 16 17  「角川日本地名大辞典」編纂委員会 1983, p. 947.
4. ↑  藤本（1988）：56 - 57ページ
5. ↑  伊勢市 編（1968）：669ページ
6. 1 2 3 4 5 6 7 8 9  「角川日本地名大辞典」編纂委員会 1983, p. 1164.
7. ↑  藤本（1988）：56ページ
8. 1 2  「角川日本地名大辞典」編纂委員会 1983, p. 946.
9. 1 2  伊勢市 編（1968）：554ページ
10. ↑  「角川日本地名大辞典」編纂委員会 1983, p. 946-947.
11. ↑  式内社研究会 編（1990）：376ページ
12. 1 2 3 4  平凡社地方資料センター 1983, p. 680.
13. ↑  藤本（1988）：93ページ
14. ↑  藤本（1988）：55ページ
15. ↑  宇治山田市役所 編（1929）：757ページ
16. 1 2  宇治山田市役所 編（1929）：上巻838ページ
17. ↑  宇治山田市役所 編（1929）：下巻1150 - 1151ページ
18. 1 2 3 4  伊勢市 編（1968）：670ページ
19. ↑  宇治山田市役所 編（1929）：上巻758ページ
20. ↑  伊勢商工会議所史編纂委員会 編（1984）：24ページ
21. ↑  宇治山田市役所 編（1929）：上巻758 - 759, 800ページ
22. ↑  伊勢市 編（1968）：285ページ
23. ↑  "出店、大型店中心に ぎゅーとら、大手スーパーに対抗"日本経済新聞1994年2月15日付、地方経済面中部 7ページ
24. 1 2  "東洋紡伊勢工場「跡地、市が買収を」 商議所が請願書"朝日新聞2000年9月1日付朝刊、三重版22ページ
25. 1 2 3  "伊勢市、民間進出の場合に限定し買収を計画 東洋紡工場跡地"朝日新聞2001年8月29日付朝刊、三重版28ページ
26. ↑  "4つの問題どう対処 財政、ごみ…伊勢市長選候補者に聞く"朝日新聞2000年4月18日付朝刊、三重版22ページ
27. ↑  "公有化の請願を市議会が採択 伊勢の東洋紡跡地"朝日新聞2000年9月26日付朝刊、三重版28ページ
28. ↑  "東洋紡績工場跡地の積極利用を求める 伊勢商議所、市に構想"朝日新聞2001年5月9日付朝刊、三重版24ページ
29. ↑  "老人天国で伊勢おこし 駅周辺に店や住宅集め 商工会提言"朝日新聞2001年6月27日付朝刊、三重版24ページ
30. ↑  "伊勢商議所会頭「市構想協力できぬ」 東洋紡跡地問題"朝日新聞2001年9月26日付朝刊、三重版20ページ
31. ↑  "都市計画審会長職の辞任届出 伊勢商工会議所の浜田会頭"朝日新聞2001年9月27日付朝刊、三重版24ページ
32. 1 2  "敷地土壌から基準上回る鉛 東洋紡旧伊勢工場"朝日新聞2005年5月31日付、三重版27ページ
33. 1 2  "伊勢市駅北で再開発 新日が計画 バロー核に商業施設"
34. 1 2  "「ミタス伊勢」、一部オープン 旧東洋紡跡地"朝日新聞2008年5月2日付朝刊、三重全県23ページ
35. ↑  ミタス伊勢"ニュース&トピックス（2009年）"<ウェブ魚拓>（2013年9月16日閲覧。）
36. ↑  "来年1月4日に診療開始 最新の高度医療機器を導入 伊勢赤十字病院"伊勢志摩ホームニュース2011年11月19日付、2ページ
37. 1 2 3  藤本（1988）：57ページ
38. ↑  宇治山田市役所 編（1929）：683, 687ページ
39. ↑  宇治山田市役所 編（1929）：686 - 687ページ
40. ↑  田中陽"不の解消に挑む① ファンケル会長 池森賢二さん"日本経済新聞2005年5月6日付夕刊、3ページ
41. ↑  伊勢市 編（1968）：671ページ
42. ↑  伊勢市 編（1968）：298ページ
43. ↑  "繊維地帯も減産 東洋紡が3000人自宅待機"朝日新聞1993年3月3日付朝刊、名古屋版23ページ
44. ↑  "東洋紡、三重と香川の2工場を今年度中閉鎖 海外に比重移す"朝日新聞1996年6月1日付朝刊、大阪版13ページ
45. ↑  "東洋紡、生産能力を4割削減 綿紡績の伊勢など2工場閉鎖"朝日新聞1996年7月3日付朝刊、大阪版13ページ
46. ↑  伊勢文化舎（2008）：44ページ
47. ↑  宇治山田市役所 編（1929）：下巻910ページ